# Sungai Benteng
Sungai Benteng is een bestuurslaag in het regentschap Sarolangun van de provincie Jambi, Indonesië. Sungai Benteng telt 5283 inwoners (volkstelling 2010).